# Yasha Jackson
Yasha Jackson, född 6 augusti 2000, är en amerikansk skådespelare.
Jackson har bland annat medverkat i filmerna  The Hating Game och Space Cadet.

## Filmografi (i urval)
- 2021 – The Hating Game
- 2024 – Space Cadet